# جون من باليول

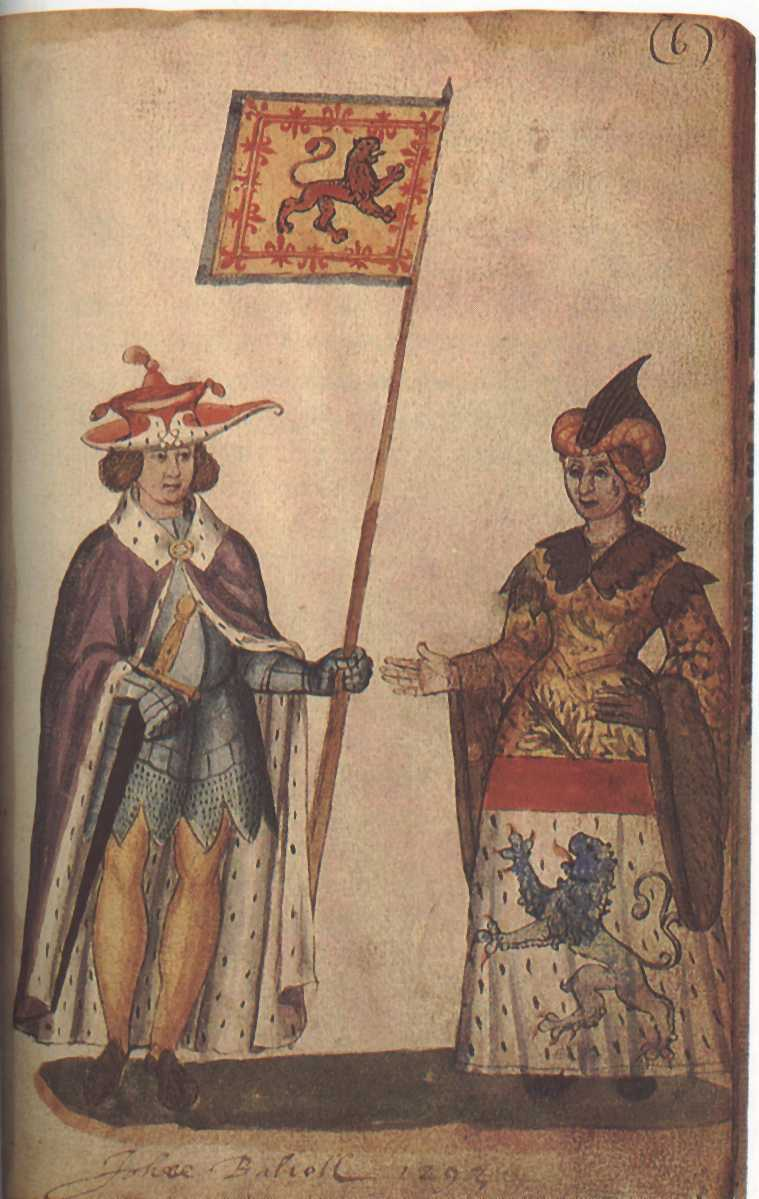
John Balliol and his wife.

جون من باليول (John de balliol) ملك اسكتلندا حكم (1292-1296).

## أسرته
اختلف في مولده في 1248م أو 1250م.هو ابن جون من باليول خامس لوردات باليول وحاكم قلعة برنار.
ينحدر عن طريق أمه من ديفيد إيرل هنتنجدون أخو وليام الأسد ملك اسكتلندا(1165-1214م).كانت أسرة باليول تمتلك أراض في فرنسا وفي شمال إنجلترا وجالواي.وهذه الأملاك الأخيرة ثبتت أقدام جون باليول في اسكتلندا كمات زودته بعدد من المؤيدين والمناصرين عندما خلى العرش من ملك وذلك عقب وفاة مرجريت سيدة النرويج في 1290م.

## ملك اسكتلندا
جاء قرار برلمان ادوارد الأول في نورهام ليصب في مصلحة جون باليول وقد تم تنصيبه بالفعل ملكا على اسكتلندا في 17 نوفمبر 1292م.وهناك أسباب كثيرة تثبت ان هذا القرار كان مقبولا من جانب الاسكتلنديين، ومع ذلك فقد صمم ادوارد الأول على ان يعترف كل المطالبين بالعرش بادوارد سيدا إقطاعيا على اسكتلندا.ولهذا كان على باليول ان يقدم فروض الولاء والطاعة لادوارد قبل تنصيبه على العرش.

## الصدام مع ادوارد
ولكن مطالبات ادوارد كانت بلية على مقدمة عهد باليول.وقد واجه تسعة استئنافات مقدمة من قبل خصومه-المطالبين بالعرش-لادوارد.والأكثر من ذلك خطرا كان امر ادوارد لجون باليول والكثير من النبلاء الاسكتلنديين البارزين للخدمة العسكرية في حروبه الفرنسية عام 1294.ولكن ادوارد في هذه اللحظة انشغل بثورة في ويلز ونسي أمرهم مما جعل القدرة لدى الاسكتلنديين للانصراف من الحرب مختلقين الأعذار.ولكنه كان من الجلي ان ادوارد لن يترك المسألة تمر بدون حساب، وقام النبلاء الاسكتلنديين -الذين كانوا لا يثقون بجون-بإنشاء مجلس في يوليو 1295 مؤلفا من 12 عضوا تسلم السلطة من الملك جون.وفي أكتوبر 1295 تحالف رسميا مع فيليب الرابع ملك فرنسا واستعد لمقاومة ادوارد بالقوة.

## نهاية عهد
عند هذا الحد فقد جون سيطرته وسلطته.في 1296 استولى ادوارد على برويك، أما المقاومة الاسكتلندية فقد دمرت على أيدي إيرل وارِن في معركة دنبار،ومن ثم فقد أُجبر جون على خلع نفسه والتنازل عن مملكته لصالح ادوارد في 10 يوليو 1296.

## السجن والوفاة
تم إحضار باليول إلى لندن سجينا وبعدها قضى ما تبقى من حياته بعدد قليل من المصادمات، وفي 1298 أعلن باليول رسميا أنه لم يعد يرغب في لعب أي دور مرة أخرى في اسكتلندا، وفي1299تم نقله إلى الحبس البابوي وتم إطلاق سراحه في 1301 حيث ذهب إلى أرض أسلافه في بيكاردي في فرنسا وتوفي عام 1314.